# Illian Hernández
Illian Gerardo Hernández Vargas (Fresnillo, Zacatecas, México, 12 de abril de 2000) es un futbolista profesional mexicano que juega como delantero en el Club de Fútbol Pachuca de la Liga MX.

## Trayectoria

### Mineros de Fresnillo
Empezó su carrera jugando para los Mineros de Fresnillo en la Segunda División de México, como un delantero, anotando 15 goles en su primera campaña.

### Mineros de Zacatecas
En la Liga Premier Serie B 2018-19, anotó 32 goles y se convirtió en campeón de goleo, dicho logro hizo que Mineros de Zacatecas lo contratara para sus fuerzas básicas, debutó en copa el 4 de septiembre de 2019, ante Xolos, entrando ya cuando el juego estaba terminando, y en la temporada 2019-2020 iba de líder goleador con 10 goles de ventaja sobre el segundo lugar, pero debido a la contingencia por la pandemia del COVID-19 el torneo se canceló y por ende no hubo campeón de goleo.

### Pachuca
En junio de 2020 dio el salto a la primera división de la mano del cuadro de Hidalgo llegando en compra definitiva  por 3 años.
Debutó con el primer equipo el 23 de septiembre de 2021, entrando de cambio por Nicolás Ibáñez en una victoria por 1-0 sobre Club Necaxa.
El 28 de agosto de 2022 anotó su primer y segundo gol en primera división, al anotar los primeros 2 goles con los que el Pachuca derrotó 4-1 al Toluca, posteriormente lograría el campeonato con el equipo tuzo, siendo este su primer título en el futbol profesional.

### Club América
El 10 de enero de 2024 se hizo oficial su llegada al cuadro Azulcrema para competir un lugar en el equipo para el arranque del torneo Clausura 2024.

## Estadísticas

### Clubes
Actualizado al último partido jugado el 5 de noviembre de 2023.
| Club               | Div.          | Temporada     | Liga  | Liga  | Copas nacionales | Copas nacionales | Torneos internacionales | Torneos internacionales | Total | Total |
| Club               | Div.          | Temporada     | Part. | Goles | Part.            | Goles            | Part.                   | Goles                   | Part. | Goles |
| ------------------ | ------------- | ------------- | ----- | ----- | ---------------- | ---------------- | ----------------------- | ----------------------- | ----- | ----- |
| Zacatecas · México | 2.ª           | 2019-20       | –     | –     | 2                | 0                | –                       | –                       | 2     | 0     |
| Total club         | Total club    | Total club    | 0     | 0     | 2                | 0                | —                       | —                       | 2     | 0     |
| Pachuca · México   | 1.ª           | 2021-22       | 5     | 0     | –                | –                | –                       | –                       | 5     | 0     |
| Pachuca · México   | 1.ª           | 2022-23       | 26    | 4     | –                | –                | 2                       | 1                       | 28    | 5     |
| Pachuca · México   | 1.ª           | 2023          | 14    | 2     | –                | –                | –                       | –                       | 14    | 2     |
| Total club         | Total club    | Total club    | 45    | 6     | —                | —                | 2                       | 1                       | 47    | 7     |
| América · México   | 1.ª           | 2024          | 10    | 0     | –                | –                | 1                       | 0                       | 11    | 0     |
| América · México   | 1.ª           | 2024-25       | 8     | 1     | –                | –                | 1                       | 0                       | 9     | 1     |
| Total club         | Total club    | Total club    | 18    | 1     | —                | —                | 0                       | 0                       | 20    | 1     |
| Total carrera      | Total carrera | Total carrera | 63    | 7     | 2                | 0                | 2                       | 1                       | 69    | 7     |

## Palmarés

### Títulos nacionales
| Título                  | Club         | País   | Año  |
| ----------------------- | ------------ | ------ | ---- |
| Primera División        | Pachuca      | México | 2022 |
| Primera División        | Club América | México | 2024 |
| Campeón de Campeones    | Club América | México | 2024 |
| Supercopa de la Liga MX | Club América | México | 2024 |
| Primera División        | Club América | México | 2024 |